# Oceanapia viridescens
Oceanapia viridescens är en svampdjursart som först beskrevs av Schmidt 1880.  Oceanapia viridescens ingår i släktet Oceanapia och familjen Phloeodictyidae.
Artens utbredningsområde är Barbados. Inga underarter finns listade i Catalogue of Life.